# キューバ革命軍
キューバ革命軍（キューバかくめいぐん、西: Fuerzas Armadas Revolucionarias、FAR）は、キューバの軍事組織。
2007年時点で総員49,000人、予備役39,000人。
革命軍は陸海空の三軍種を基幹に青年労働軍などの各種民兵組織から成る。
徴兵制度があり、適齢期中の2年間兵役に服する。興りはキューバ革命を達成した7月26日運動とされる。

## 概要
1966年から1980年代後半にかけて、ソビエト連邦からの大規模な援助の下でキューバ革命軍はその軍事能力を増強してゆき、国外での軍事作戦を可能とした。特に1980年代の大半を通じてキューバに届けられた装備などは1962年のキューバ危機以前の総量を越える規模であった。1994年時点の推定では現役兵だけで235,000人がいると見積もられた。
1989年、政府は軍隊と内務省を粛清した。これによりアンゴラ派遣軍の司令官だった共和国英雄アルナルド・オチョア少将（Arnaldo Ochoa）、アントニオ・デ・ラ・グアルディア内務省大佐（Antonio de la Guardia）、パトリシオ・デ・ラ・グアルディア内務省少将（Patricio de la Guardia）に麻薬密売の有罪判決が下された。これは死因1（Causa 1）として知られる。オチョアとアントニオ・グアルディアは処刑される。この後に軍は大幅に縮小された。これにより内務省は非公式にラウル・カストロの下で統制されることとなり、陸軍士官の多くが内務省に転籍した。
冷戦終結後、キューバ軍はソビエト連邦からの援助金の減少により大幅に縮小される事となる。正規軍の規模は49,000人にまで低下し、1998年のDIAの報告によれば民兵組織の多く、地方民兵隊、青年労働軍および海軍民兵は過去7年間の退廃によって士気と錬度の低下に苦しんだが、「敵の侵攻に対し潜在的抑止力を保持し得た」と評価した。キューバ軍は「人民戦争戦略」を採用し、特に天然の要害を活用した防勢能力を強化する。
その後キューバ軍はパキスタンによって再訓練を受けている。パキスタン軍はキューバ軍に対し強固な防勢戦略に必要な陸軍士官学校での教育と防衛基盤構築の為の生産に必要な援助と支援を通じ、キューバ軍を現代的な電撃戦型軍隊に変革させる為に諸要素を提供をしている事を強調した。

## 実戦経験と海外派遣
キューバ革命軍は、領土内における紛争に加え、1961年のピッグス湾事件、1959年から1965年まで続いた対盗賊戦、1963年にはアルジェリアに派遣、1973年にシリアに、1978年にエチオピア、1975年から1988年までアンゴラに長期派遣され、1980年には革命後、左派政権が成立したニカラグアに派遣された。若干の軍高官はゲリラ支援のために各種軍事行動に参加していた。1960年代には域内のベネズエラ、アルゼンチン、ボリビアなどで、1980年代にはエルサルバドルで活動し、この他にアフリカ諸国においても、1960年代にはコンゴ民主共和国、及びコンゴ共和国、ギニアなどに派遣され、コンゴ動乱や、アンゴラ解放人民運動（MPLA）やギニア・カーボベルデ独立アフリカ党（PAIGC）の戦闘組織の訓練などでも活動していた。
特にアンゴラの独立直後に勃発したアンゴラ内戦では1975年から大規模に介入し、独立以前から援助していたMPLAのアゴスティニョ・ネト政権の存続を可能としたことは重要であった。この年以降、アパルトヘイト政策を掲げる南アフリカ共和国との闘争と言う名目で、アンゴラ民族解放戦線（FNLA）とアンゴラ全面独立民族同盟（UNITA）、南アフリカ防衛軍（South African Defence Force、SADF、南アフリカ国防軍の前身）を相手に約13年間に渡って戦い続けた。1988年に起きたクイト・クアナヴァレの戦い（Cuito Cuanavale）ではアンゴラ軍と共に南アフリカ軍の侵攻を阻止し、これにより膠着状態に陥ったアンゴラ、キューバ、南アフリカはニューヨーク合意を調印し、第一次国際連合アンゴラ検証団による監視の下、南アフリカが占領していたナミビアの独立を条件にキューバ軍と南アフリカ軍はアンゴラから撤退した。これら一連のアンゴラ派兵活動はカルロタ作戦（Operación Carlota）と呼称され、スペイン植民地主義に対し反乱を起こした黒人女性奴隷の名に因む。13年間で最大期には5万人規模の兵力、延べ30万人と1,000台以上の装甲車両や数十機の航空機、そして大規模な兵站部隊を派遣した。

## 組織
革命軍省（MFAR）の下、三軍種と青年労働軍および各種準軍事組織から成る。

### 陸軍
陸軍は総員38,000人とほぼ同数の予備役を擁し、国土を三分割した地域軍の下で現役16個旅団と予備役14個旅団を有するとされる。装備はソビエト連邦製が多く、カリブ海諸国では最大規模であるが部品や燃料の不足でその運用能力には問題がある。また、陸軍には国境警備旅団がある。キューバは島国であるが、国内にアメリカ合衆国が租借しているグァンタナモ米軍基地があるためで、陸上の警備監視のみならず周辺水域の警備に必要な哨戒艇も有している。

### 海軍
海軍は総員3,000人を擁し、管区を国土を東西に二分して防衛警備にあたる。装備はミサイル艇を中心に13隻保有し、他に小規模な海兵隊と沿岸砲兵部隊を有する。

### 空軍および防空軍
空軍は総員8,000人を擁し、海軍と同様に管区を東西に二分して防衛警備にあたる。装備はソビエト連邦製の航空機を中心に約200機を有しているが、その内の2割程度しか稼働できず状況は劣悪である。また、空軍は地対空ミサイルによる防空任務も行なっている。

## 民兵組織
- 青年労働軍（Ejercito Juvenil del Trabajo、EJT）は1973年8月1日に発足した民兵組織であり、革命軍の一部を成している。主たる任務は国家と社会の発展のために生産活動を行い、環境保護と天然資源の合理的利用の為の措置の執行、軍事訓練に参加すること、教育と愛国組織を以って、軍事、労働、文化とスポーツに貢献することである。

- 地方民兵隊（スペイン語版、英語版）（Milicias de Tropas Territoriales、MTT）は1980年5月1日に発足した、祖国防衛を目的とした志願制の民兵組織で、革命軍の一部を成している。組織階梯は地方民兵隊師団、連隊、大隊、独立中隊が編成されており、その数は100万人以上でおよそ半数が女性であり、男性については正規軍の予備役ではない高齢者が多数を占めている。隊員はそれぞれが居住する地域内において、非常の際にはインフラ守備や民間防衛の任にあたるとされ、正規軍への人員補充源も兼ねる。1980年前半には、有事に備えたトンネル・地下シェルターの建設工事にも従事している。装備は小火器をはじめ、野砲や高射砲で武装しており、これらは民兵の居住地付近に分散して配備されている。

- 生産防衛旅団（Brigadas de Producción y Defensa、BPD）は、戦争時に生産活動に従事する事を目的に設立された。国土全体のおよそ2,000箇所に渡り生産センターや研究室を組織する。

## 教育機関
- カミロ・シエンフェゴス軍学校（Escuelas Militares Camilo Cienfuegos） - 各地域軍に1校ずつ設けられている。
- マジョルヘネラル・ホセ・マセオ・イ・グラハレス実習学校（Escuela Interarmas Mayor General José Maceo y Grajales） - 在サンティアーゴ・デ・クーバ
- ルガルテニエンテヘネラル・アントニオ・マセオ・グラハレス実習学校（Escuela Interarmas Lugarteniente General Antonio Maceo y Grajales） - 在ハバナ市
- ホセ・マルティ軍研究所（Instituto Técnico Militar José Martí）
- ヘネラリッシモ・マクシモ・ゴメス・バエス空軍士官学校（Academia de las FAR Generalísimo Máximo Gómez Báez）
- グランマ海軍士官学校（Academia Naval Granma）
- バラグア特殊部隊学校（Escuela de Tropas Especiales Baraguá）
- コマンダンテ・アリデス・エステベス対諜報戦学校（Escuela de Contrainteligencia Comandante Arides Estévez）

ソビエト連邦が健在時には、多くの軍人が他の東側諸国で訓練を受けた。全体を包括した人民戦争の概念に基き、各州には防衛準備州学校（Escuela Provincial de Preparación para la Defensa）が置かれ、少なくとも年に一度は主な郡の指導者は生産防衛旅団や地方民兵隊の当局者の下で教育を受ける。